# مانوئل پوییگ
خوان مانوئل پوییگ دیدونه (به اسپانیایی: Juan Manuel Puig Delledonne) (زاده ۲۸ دسامبر ۱۹۳۲ در شهرک خنرال ویگاس آرژانتین - در گذشته ۲۲ ژوئیه ۱۹۹۰) نویسنده آرژانتینی که با سه رمان لبان غنچه‌ای بزک کرده، بوسه‌ی زن عنکبوتی و استخوان شرمگاهی فرشته‌سان به شهرت رسید. 
از رمان‌های دیگر او می‌توان نفرین ابدی بر خواننده این برگ‌ها را نام برد.